# Château de Levesville
 (mars 2023).
Si vous disposez d'ouvrages ou d'articles de référence ou si vous connaissez des sites web de qualité traitant du thème abordé ici, merci de compléter l'article en donnant les références utiles à sa vérifiabilité et en les liant à la section « Notes et références ».
Le château de Levesville est un château fort du XVe siècle, remanié aux XVe et XVIIe siècles, situé sur la commune de Bailleau-l'Évêque, dans le département d’Eure-et-Loir.

## Histoire
Le château de Levéville ou Levesville est situé sur le plateau dominant Chartres. Les premiers propriétaires du nom de Levéville « Levoisvilla, Levaisvilla ou Levesvilla » apparaissent à la fin du XIe siècle dans les cartulaires du pays chartrain dont ceux des Saint-Père-en-Vallée à Chartres et de Notre-Dame de Josaphat à Lèves.
Vassaux des évêques de Chartres, les seigneurs de Levéville furent aussi d’ardents défenseurs des premiers comtes de Chartres.  
Pendant plus de deux siècles, la famille des chevaliers de Levéville est présente dans l’histoire de Chartres et de ses environs. Les premiers seigneurs du lieu portaient les armes suivantes d’après plusieurs sceaux de la collection de Gaignières à la Bibliothèque nationale.
Michel Le Vacher dit de Levéville est probablement le constructeur entre 1479 et 1506 d’un nouveau château ceint de douves comprenant un corps principal d’habitation, un pont-levis avec châtelet d’entrée permettant de franchir les douves et d’entrer dans la haute cour. Cette dernière était complètement fermée de murs sur ses quatre côtés et flanquée à chaque coin d’une tour percée de bouches à feu pour l’armement de l’époque (mousquets et couleuvrines). Une seconde enceinte protégeait le château, sa cour et ses douves. Elle était aussi flanquée de tourelles et ceinte de fossés. 
En avril 1656, la terre de Levéville est érigée en châtellenie par lettres patentes du roi à la demande de son nouveau propriétaire qui dit détenir plusieurs fiefs proches les uns des autres dont « …celuy de Levéville consistant en un chasteau entouré de fossez à fonds de cuve, tours et pont-levis devant et derrière ledit chasteau, haute justice, moyenne et basse, dont dépendent aussi grand nombre de vassaux, arrières-vassaux, qui s’estendent en plusieurs paroisses circonvoisines… ».
Une gravure datant de 1696, dessinée par Gaignières, nous montre le château de Levéville tel qu’il était alors.  

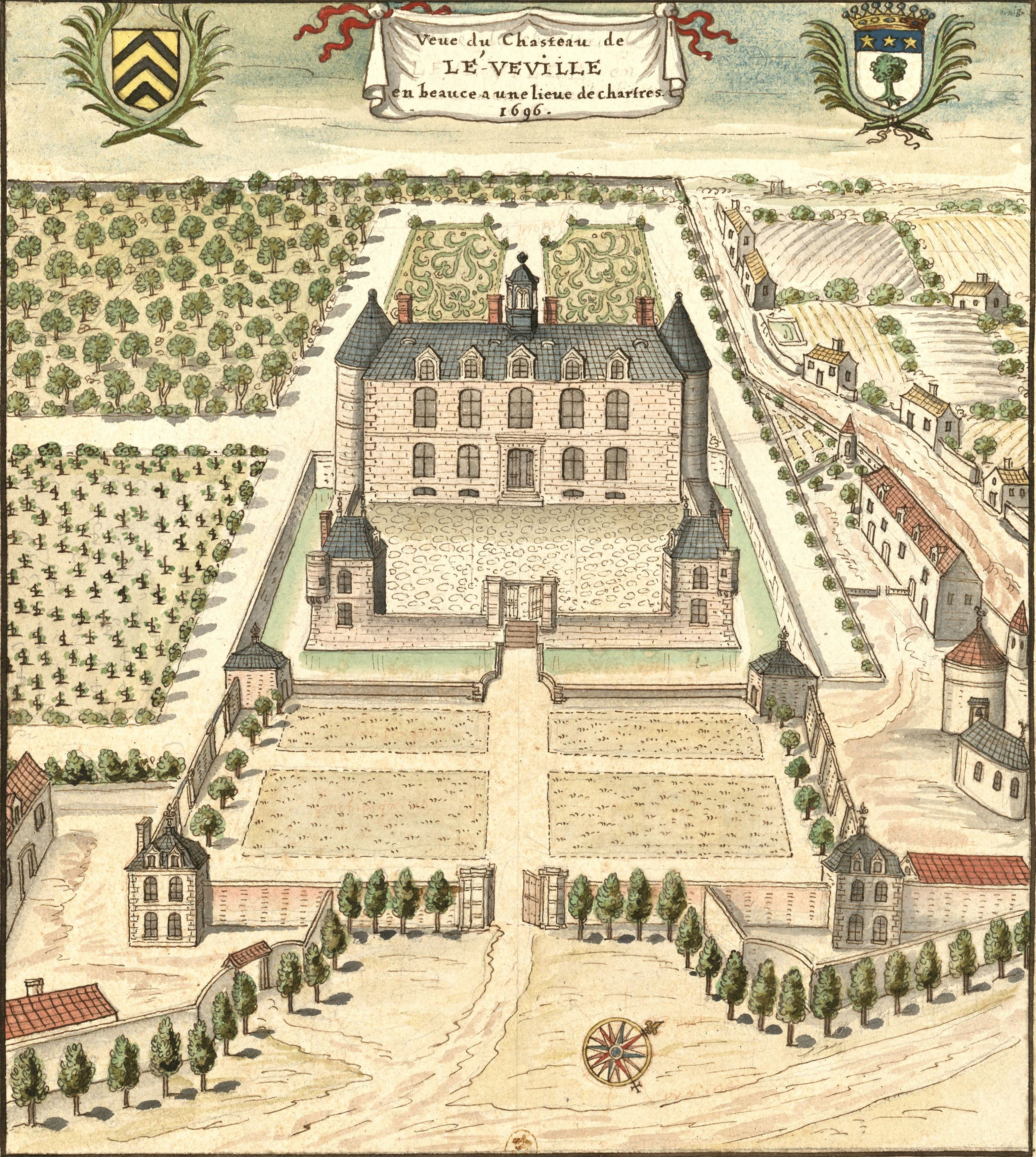
Château de Levesville, 1696.

Le nouveau maître de Levéville depuis le mois de juillet 1610, François III Briçonnet est comme son père conseiller du Roi et maître ordinaire en sa chambre des Comptes à Paris, puis président en la même chambre à la fin de sa vie. Pendant son mariage avec Anne des Landes, dame de Magneville près de Mantes, il fait reconstruire le château de Levéville dans le style Louis XIII. La façade du côté cour en briques de deux couleurs est probablement leur œuvre ainsi que l’installation sur le toit de lucarnes et d’un campanile couvert d’un dôme soutenu par des colonnettes. C’est peut-être à cette même époque que le pont-levis et deux des quatre tours du château de Michel Le Vacher sont démolis. Ces deux tours sont transformées en deux pavillons flanqués chacun d’une tourelle à créneaux en encorbellement. Une chapelle, dédiée à Marie-Magdeleine, est aussi fondée par le couple près du château car l’église de Bailleau est distante de plus de trois kilomètres.
En 1813, le domaine et le même mobilier sont revendus à Nicolas François Barthélémy, ancien inspecteur des domaines, habitant Paris. 
En juillet 1860, les biens après la mort de Barthélémy sont partagés entre ses deux fils  Édouard (1803-1880) et Auguste (1802-1886). La tradition locale a conservé la mémoire que les frères Barthélémy furent des amis proches d’Alexandre Dumas père qui fit plusieurs séjours au château de Levéville, ou que ce dernier fut amoureux de madame Auguste née Pauline de Baltus.
Les frères Barthélémy habitent tous deux le château de Levéville et y font entre 1860 et 1880 de nombreux aménagements au début de la Troisième république. La couverture en grandes ardoises du château est remplacée par des ardoises plus légères. Le fronton du côté cour surmontant les trois fenêtres centrales du premier étage et les deux oculus latéraux de chaque côté du fronton sont démontés et remplacés seulement par trois grosses lucarnes en pierre. De nombreuses petites ouvertures sont aussi percées dans les tourelles du côté cour. Une partie des vieux carrelages du rez-de-chaussée et des parquets de chêne est retirée et remplacée par des nouveaux. Le vestibule d’entrée est pavé de marbre.
Le château est saccagé pendant la Seconde Guerre mondiale. Pendant l’occupation, les Allemands y installent un poste de commandement, puis le château est occupé en 1944 par les troupes américaines lors de la Libération. Après la guerre, le château et les communs sont loués de 1946 à 1956 au ministère de la Justice pour abriter des délinquants.
Un nouveau jardin est redessiné dans le reste du parc, fortement diminué et ruiné depuis la création d'un lotissement en 1971. Certains vestiges de l’ancien  parc ont été conservés et incorporés au nouveau pour faire oublier ses nouvelles limites. De nombreux charmes et ifs ont été plantés à l’arrière du château tandis que de nombreuses topiaires ont été installées dans l’avant-cour de chaque côté de l’allée centrale. Une pièce d’eau a été aménagée près de la nouvelle plantation de charmes au pied de vieux arbres.

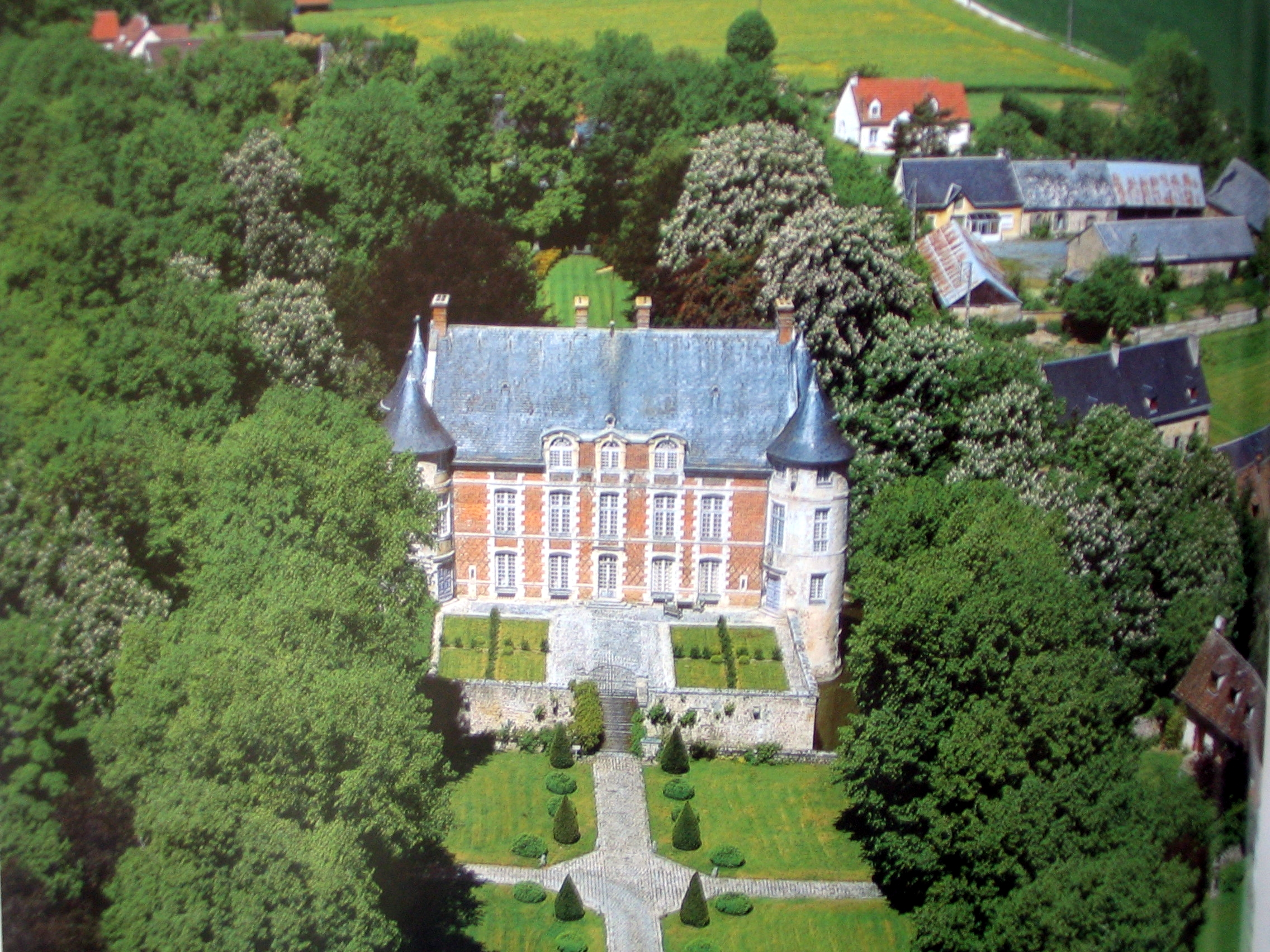
Vue aérienne du château de Levesville.

En 1976, le château est inscrit au titre de monument historique.